# Saint-Pierre-de-Clairac
Saint-Pierre-de-Clairac (okzitanisch Sant Pèire de Clairac) ist eine französische Gemeinde mit 871 Einwohnern (Stand: 1. Januar 2022) im Département Lot-et-Garonne in der Region Nouvelle-Aquitaine (vor 2016: Aquitanien). Sie gehört zum Arrondissement Agen und zum Kanton Le Sud-Est Agenais.

## Geografie
Die Gemeinde Saint-Pierre-de-Clairac liegt im Agenais, etwa elf Kilometer ostsüdöstlich von Agen an der Séoune. Umgeben wird Saint-Pierre-de-Clairac von den Nachbargemeinden Saint-Caprais-de-Lerm im Norden, Puymirol im Osten, Saint-Romain-le-Noble im Südosten, Saint-Jean-de-Thurac im Süden, Lafox im Südwesten und Westen sowie Castelculier im Westen und Nordwesten.

## Geschichte

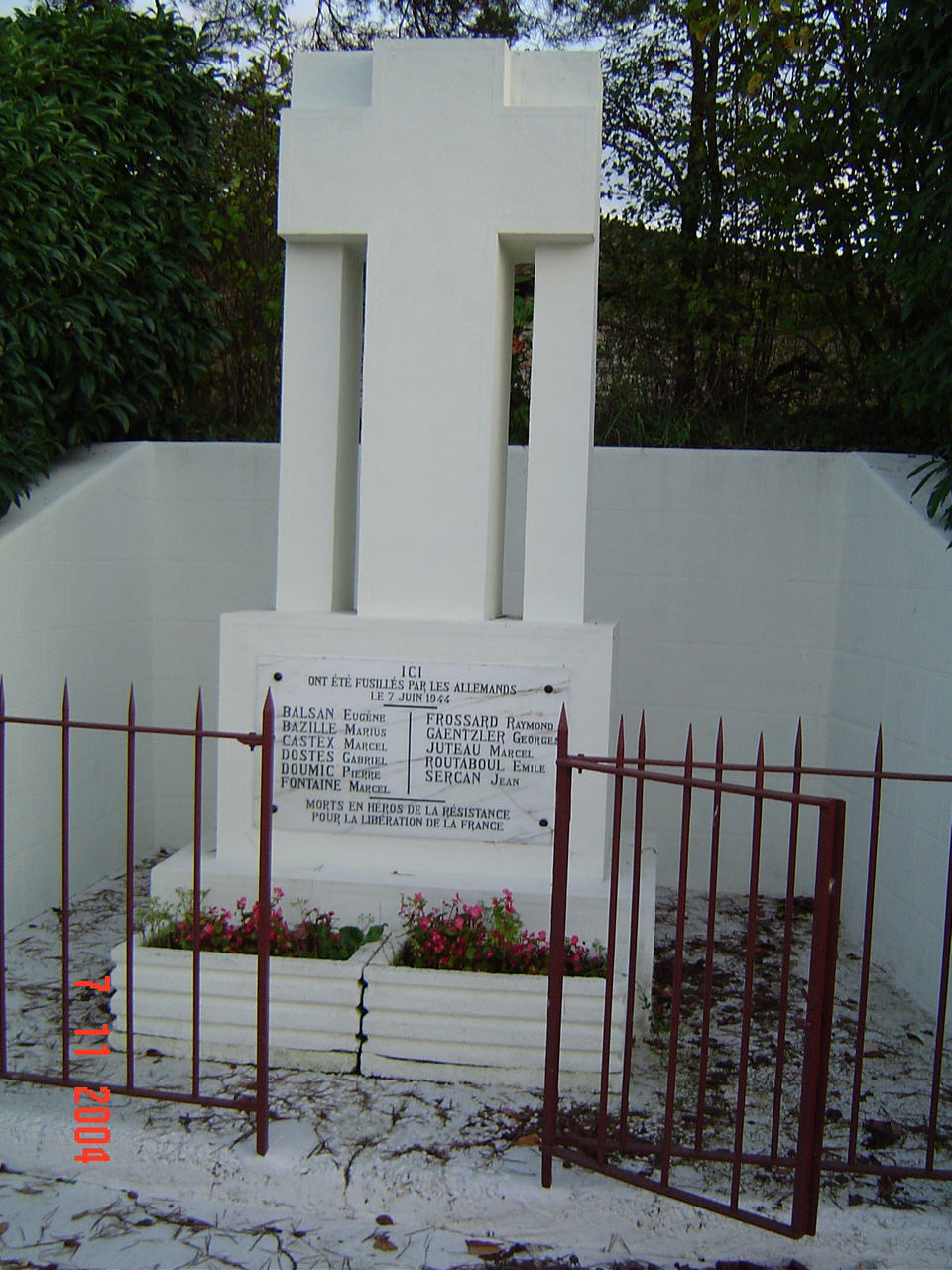
Mahnmal für die Exekutierten des 7. Juni

Am 7. Juni 1944 wurden hier elf mutmaßliche Widerstandskämpfer von Soldaten des SS-Panzergrenadier-Regiments 4 („Der Führer“) ermordet.

### Bevölkerungsentwicklung
| Jahr                       | 1962 | 1968 | 1975 | 1982 | 1990 | 1999 | 2006 | 2013 | 2022 |
| -------------------------- | ---- | ---- | ---- | ---- | ---- | ---- | ---- | ---- | ---- |
| Einwohner                  | 430  | 399  | 436  | 527  | 635  | 721  | 806  | 871  | 871  |
| Quellen: Cassini und INSEE |      |      |      |      |      |      |      |      |      |

## Sehenswürdigkeiten
- Kloster Sainte-Marie-de-La-Garde, Benediktinerabtei